# Melitaea capreola
Melitaea capreola är en fjärilsart som beskrevs av Zoltan Varga 1967. Melitaea capreola ingår i släktet Melitaea och familjen praktfjärilar. Inga underarter finns listade i Catalogue of Life.